# Schloss Benrath

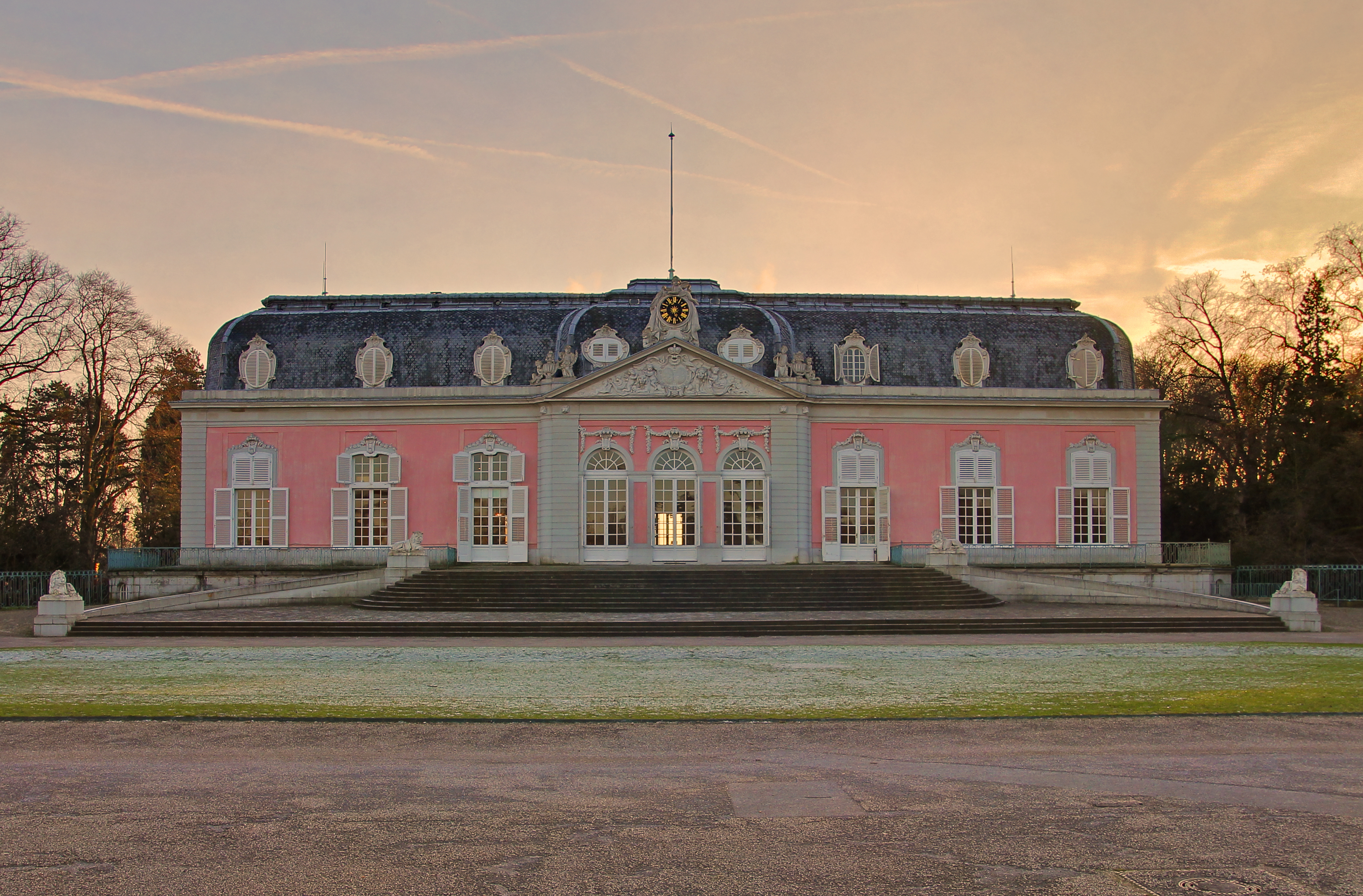
Schloss Benrath, Nordfassade des Corps de Logis (2012)

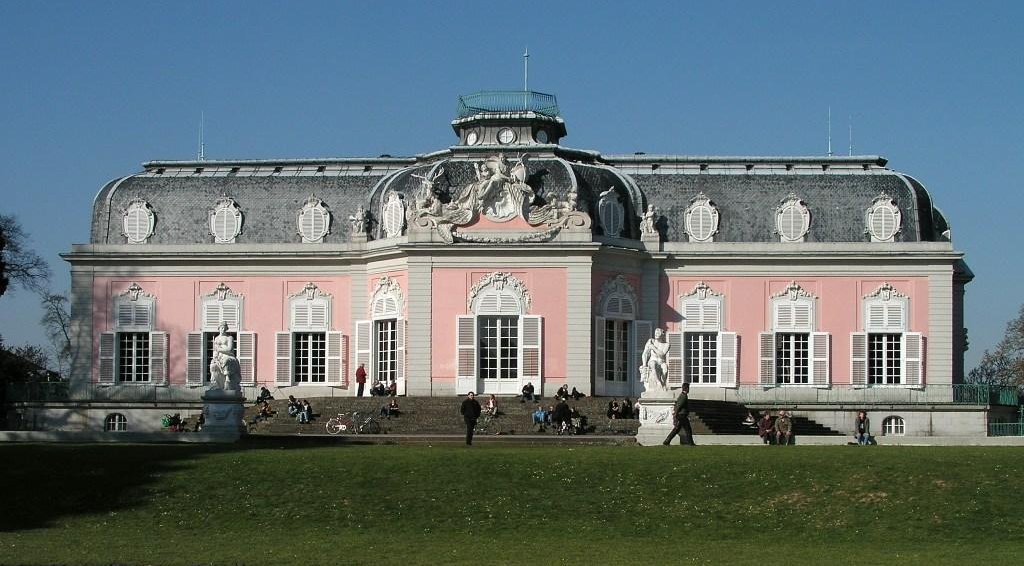
Schloss Benrath, Südfassade des Corps de Logis (2007)

Schloss Benrath ist eine ehemalige Residenz der Kurfürsten von der Pfalz in der nordrhein-westfälischen Landeshauptstadt Düsseldorf. Die barocke Dreiflügelanlage wurde in den Jahren 1755 bis 1771 im Auftrag von Karl Theodor von der Pfalz nach Entwurf von Nicolas de Pigage erbaut. Hervorzuheben sind das Vestibül, der Kuppelsaal und der Schlosspark.

## Geschichte

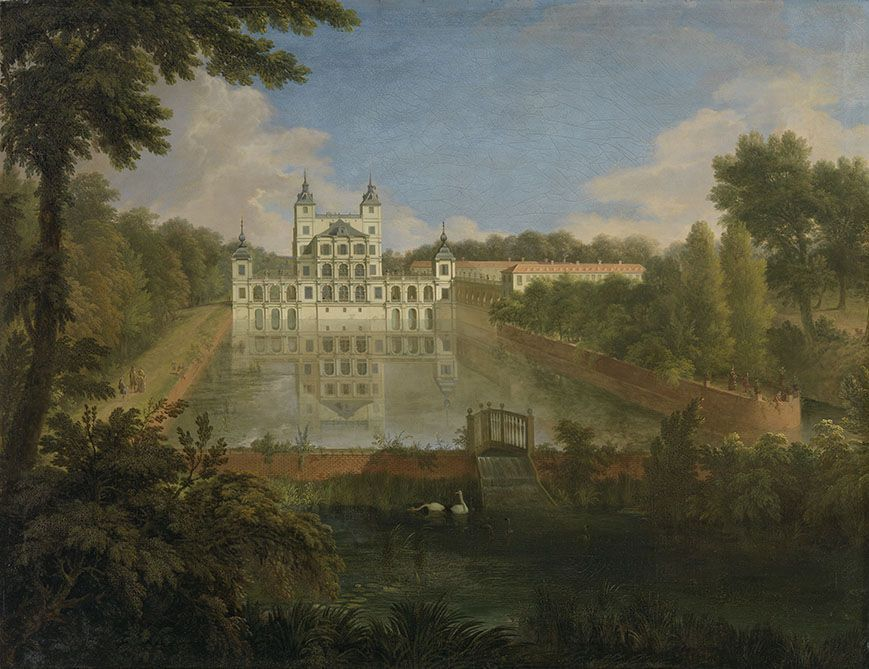
Jan van Nickelen, Das alte Schloss Benrath, 1715

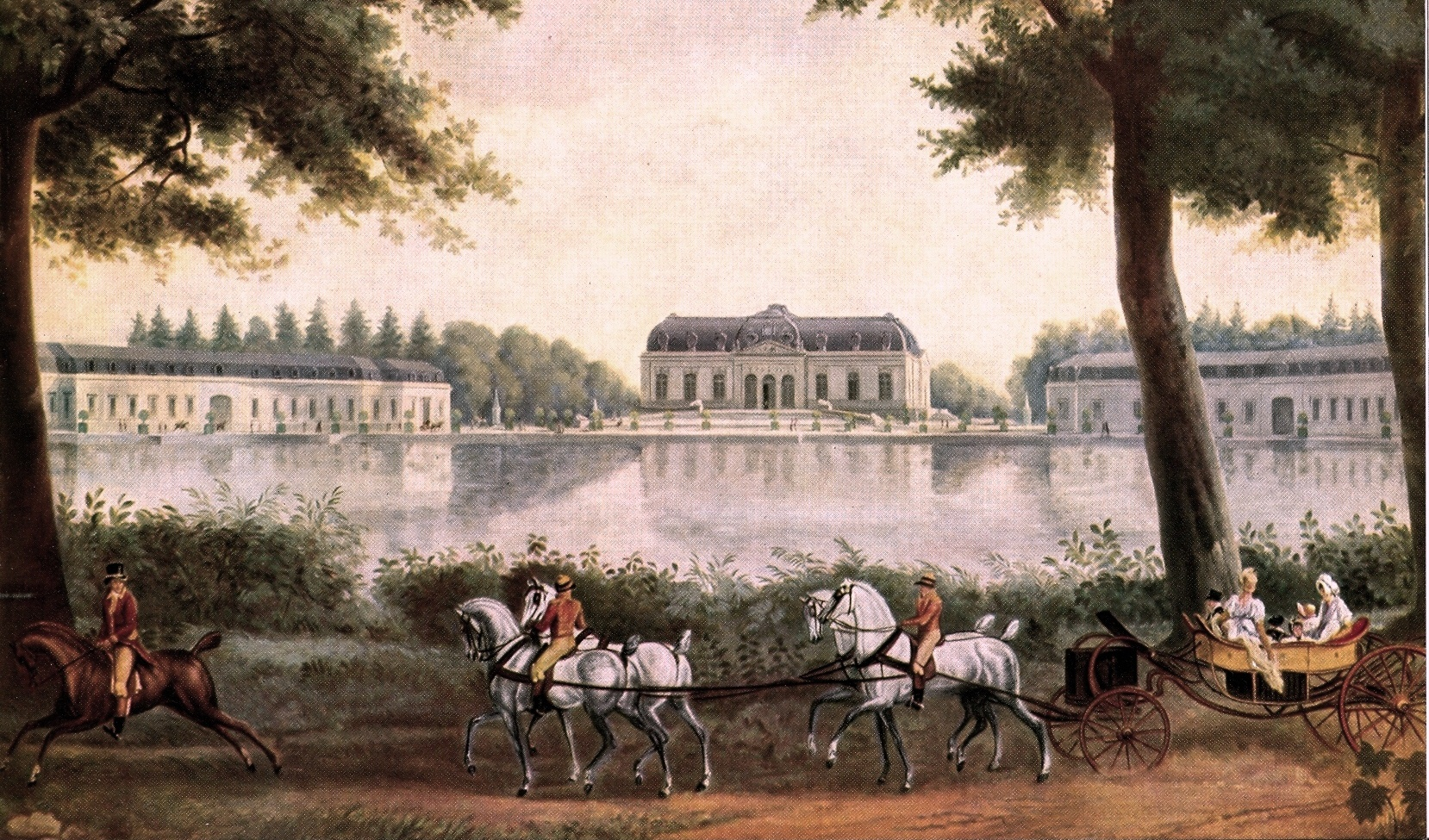
Charles Vernet, Das neue Schloss Benrath, 1806

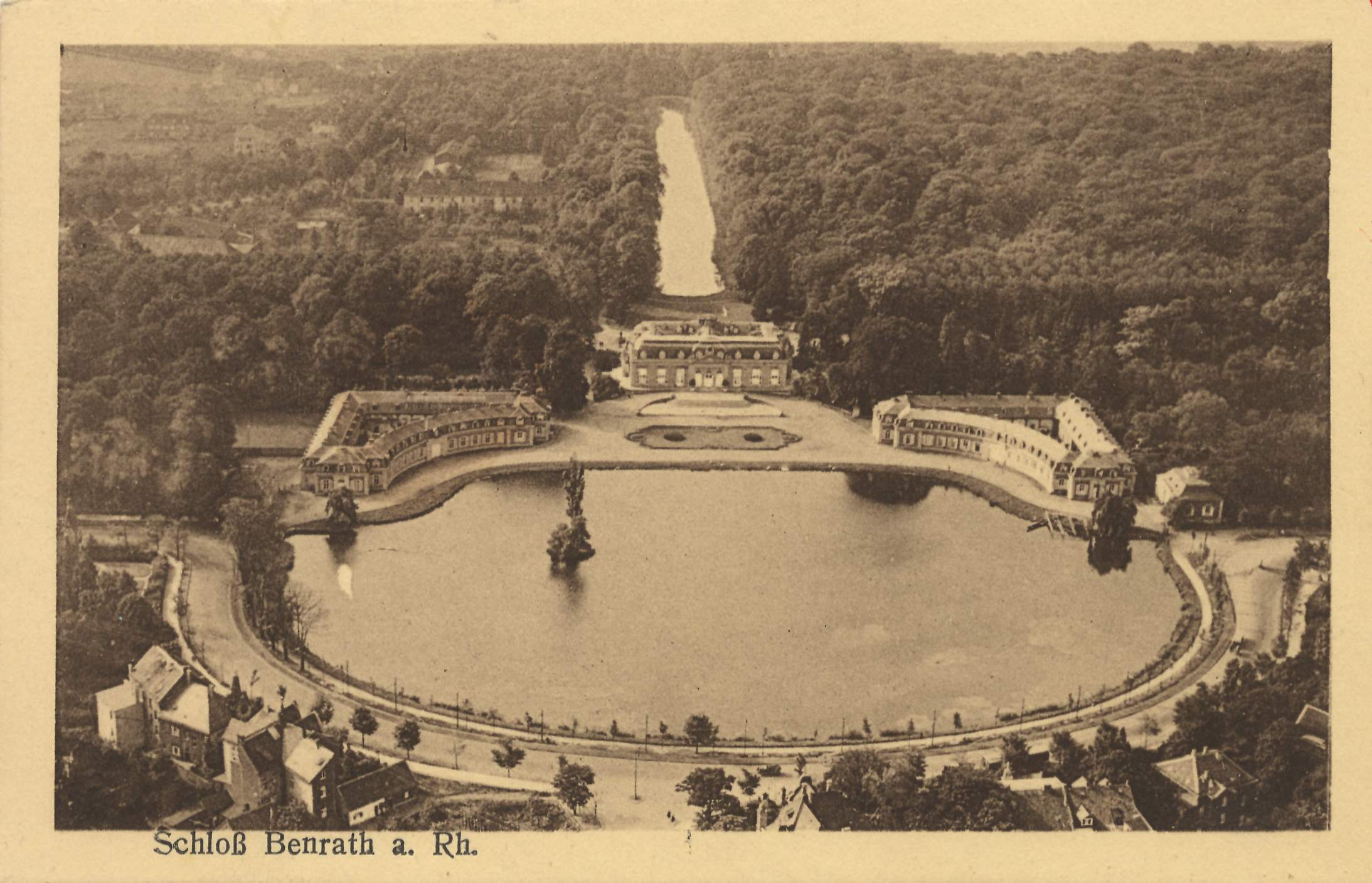
Luftbild von Norden, um 1900

### Baugeschichte
Das Schloss liegt im heutigen Stadtteil Benrath der nordrhein-westfälischen Landeshauptstadt Düsseldorf. Benrath war bis zur Eingemeindung im Jahr 1929 eine selbstständige Gemeinde. Eine ursprüngliche Burg der „Herren van Benroide“, über die keine genaueren Informationen überliefert sind, wurde bereits gegen Ende des 12. Jahrhunderts von den Grafen von Berg übernommen. Ob diese mittelalterliche Burg bereits eine Wasserburg war oder ob erst die „Berger“ sie umbauten, ist ebenfalls nicht bekannt. Die zeitweise Anwesenheit der Grafen und späteren Herzöge in einer Burg in Royde ist aber durch Urkunden ab dem 13. Jahrhundert belegt. Später ab Beginn des 16. Jahrhunderts wurde sie von den Herzögen einige Male verpfändet, jedoch immer wieder ausgelöst. Diese ursprüngliche und inzwischen baufällige Wasserburg aus dem 15. Jahrhundert sollte auf Weisung von Elisabeth Amalia Magdalena, der zweiten Frau des Herzogs Philipp Wilhelm, 1660 in ein repräsentatives Wasserschloss im Renaissancestil umgestaltet werden. Oberingenieur Johann Lollio wurde mit dem Bau des Renaissanceschlosses beauftragt. Im Jahr 1666 wurde es fertiggestellt und für den Sommer- und Jagdaufenthalt der Familie des Herzogs genutzt. Der älteste Sohn und Nachfolger Philipp Wilhelms, Kurfürst Johann Wilhelm von Pfalz-Neuburg (genannt Jan Wellem), der im Düsseldorfer Schloss residierte, war mit Schloss Benrath eng verbunden und nutzte es mit seiner zweiten Gemahlin Anna Maria Luisa de’ Medici als Sommerfrische. Das Wasserschloss lag etwa auf der Mitte des Kanals, der auf der Südseite des heutigen Schlosses die Hauptachse des Parks bildet.
1753 erstellte der Hofbaumeister Johann Heinrich Nosthofen noch Pläne zur Instandsetzung des alten Lustschlosses, doch 1755 entschloss sich der aus der Pfalz–Sulzbacher Linie stammende Kurfürst Karl Theodor (1724–1799), in Benrath ein neues Lust- und Jagdschloss (in der Art einer maison de plaisance) als Sommerresidenz im Barock-Stil zu errichten. Während er in Mannheim und Schwetzingen residierte, beauftragte er mit dem Neubau seinen Hofarchitekten Nicolas de Pigage (1723–1796), der in Paris ausgebildet worden war. Pigage ließ zunächst das baufällige Wasserschloss abreißen, nur die Kapelle und ein Seitentrakt, die sogenannte Orangerie, blieben erhalten. Zeugnisse des alten Schlosses findet man noch in Fresken, Stuckaturen und Kaminen in Räumen der Orangerie und an einem Altar in der Kapelle. Das neue Schloss entstand in den Jahren 1755 bis 1771 nach Entwurf von Pigage im Auftrag Karl Theodors als eigenes Jagd- und Sommerschloss sowie als späterer Witwensitz für seine Gemahlin Elisabeth Auguste. Die Kosten betrugen 700.000 Taler. Das neue Barockschloss wurde etwa 300 Meter nördlich des alten angelegt und erstrahlte nach 16-jähriger Bauzeit auf einer Grundfläche von 42 mal 27 Metern in der Farbe Altrosa, wobei das Herrenkabinett im Rokokostil und die Empfangsräume im klassizistischen Stil gehalten wurden. In der scheinbar eingeschossigen Fassade zeigt sich eine Art „Understatement“ des fürstlichen Bauherrn. Denn hinter den Fassaden verbirgt sich in vier Geschossen ein raffiniert durchkomponiertes System von 80 Räumen, zwei Lichthöfen und sieben Treppenhäusern. Dies erzeugte einen Überraschungseffekt, wie er in der barocken Bau- und Gartenkunst schon vorher beliebt war: Besucher sollten erst im Innern die Geräumigkeit bemerken.
Kurze Zeit dauerte es noch, bis die Wasserspiele, die Weiher und Parkanlagen vollendet waren, die in engem Zusammenhang mit dem Bau stehen. Denn Gebäude und Park bilden eine Einheit. Die runden und eckigen Formen der Grünanlagen setzen sich im Schloss fort. Das Schloss mit seinen beiden Flügeln und Torwächterhäusern ist symmetrisch. Ebenso wurden die Lebensbereiche von Kurfürst und Kurfürstin spiegelbildlich gebaut. Der Wohntrakt der Kurfürstin ist im Osten mit Blick auf den französischen Garten angelegt. Die fürstlichen Wohn- und Schlafräume sowie die Dienstbotenkammern gruppieren sich um zwei versteckte Innenhöfe, die von außen nicht sichtbar sind. Im Obergeschoss wurde die kurfürstliche Hauskapelle eingerichtet. Ebenso sind dort Apartments für Gäste des Fürstenpaares sowie zwei Gesellschaftsräume untergebracht. Zur Ausstattung gehören Parkettböden, Marmorkamine, farbig gefasste Vertäfelungen, geschnitzte Spiegelrahmen und farbige Chintz–Wandbespannungen, die im Rahmen von Restaurierungsmaßnahmen in den 1970er Jahren erneuert wurden. Die Arbeiten am Innen- und Außenausbau waren 1771 abgeschlossen. Bis auf kleine unwesentliche Veränderungen im Garten ist Schloss Benrath noch unverändert. Kurfürst Carl Theodor und Kurfürstin Elisabeth Auguste genossen die Vorzüge des behaglichen Schlosses allerdings kaum. Nur jeweils einmal besuchten sie die Residenz. Hingegen reisten viele Künstler und Schriftsteller nach Benrath. Theodor Fontane und Thomas Mann beispielsweise ließen sich von dem kurfürstlichen Kleinod für ihre Werke inspirieren.

### Nutzungsgeschichte
Ursprünglich diente Schloss Benrath als Sommer- und Jagdresidenz der Kurfürsten von der Pfalz. Kurfürst Karl Theodor war als aufgeklärter Fürst an Kunst und Wissenschaft interessiert. An seinem Mannheimer Hof wirkten unter anderem die Komponisten Christian Cannabich und Johann Stamitz. Außerdem pflegte er den Briefwechsel mit Voltaire. Das Erbe des Kurfürstentums Bayern im Jahr 1777 erforderte die Verlegung seiner Residenz nach München. Anlässlich seines letzten Regierungsaufenthaltes im Herzogtum Berg unternahm er am 6. Juni 1785 von Düsseldorf aus einen Tagesausflug zum Schloss Benrath. Von 1806 bis 1813 war Schloss Benrath offizielle Residenz der Großherzöge von Berg und Kleve. Die Hauptstadt dieses aus dem ehemaligen Gebiet des Herzogtums Berg und den rechtsrheinischen Gebieten des Herzogtums Kleve sowie Teilen des Kurfürstentums Köln-Bonn und des Hochstifts Münster in Westfalen neu gebildeten Staates war Düsseldorf. Die Großherzöge von Berg und Kleve waren der mit Napoleon Bonaparte verschwägerte Joachim Murat, Ehemann von Caroline Bonaparte, und sein Neffe Ludwig von Holland.
Nach den Befreiungskriegen und den Verhandlungen auf dem Wiener Kongress ging das Schloss 1815 in preußischen Besitz über. Friedrich Wilhelm III. stellte das Gebäude 1821 seinem Neffen Friedrich Wilhelm Ludwig von Preußen in dessen Funktion als Divisionskommandeur und seiner Frau, Prinzessin Luise, zur Verfügung. Nach 1852 nutzte es Karl Anton Fürst von Hohenzollern-Sigmaringen als Sommerresidenz. Zehn Jahre später bat sein Sohn, Erbprinz Leopold von Hohenzollern-Sigmaringen, den nun regierenden Wilhelm I., das Schloss beziehen zu dürfen, was ihm Ende 1862 genehmigt wurde. Bereits 1864 wurde hier Wilhelm geboren, der erste Sohn von Leopold und Antonia. Da sich das Gebäude zu diesem Zeitpunkt in einem baufälligen Zustand befand, musste es für Wohnzwecke restauriert werden. Der für die auswärtigen Schlösser Preußens zuständige Direktor der Schlossbaukommission, Ludwig Ferdinand Hesse, legte dem König am 1. Juni 1868 seinen Bericht zur Instandsetzung vor, die Wilhelm I. mit dem Wunsch der originalgetreuen Wiederherstellung genehmigte. Im Jahr 1820 wurden stilistische Parallelen zum Potsdamer Schloss Sanssouci im Grund- und Aufriss sowie der Innendekoration erkannt. Durch den hohen Restaurierungsaufwand verzögerte sich die Fertigstellung bis 1870. Die Prinzenfamilie bewohnte Schloss Benrath noch bis 1875. Im September 1877 weilte Kaiser Wilhelm I. auf dem Schloss, nachdem er dem Künstlerverein „Malkasten“ in Düsseldorf einen Besuch abgestattet hatte.
1911 erwarb die Gemeinde Benrath das Schloss von der preußischen Krone. Durch Eingemeindung Benraths gelangte das Schloss 1929 in den Besitz der Stadt Düsseldorf. Schon zuvor hatte die Gemeinde Benrath im Jahre 1907 begonnen, die Seitenflügel des Schlosses für den sukzessiven Aufbau einer höheren Knabenschule zu nutzen, an der später aber auch Mädchen aufgenommen wurden. Die Schüler benutzten zunächst nur den östlichen, später auch einige Bereiche des westlichen Flügelgebäudes als „Schloß-Gymnasium“. 1980 zog man unter Beibehaltung des Namens in das neu errichtete Schulzentrum in die Wimpfener Straße um. Die Mädchenschule hieß zunächst „Benrather Schloss-Lyzeum“ und später „Schloß-Schule Benrath“. Schon 1958 verließ sie das Schloss, bezog ihr heutiges Domizil an der Brucknerstraße 19 und nannte sich kurze Zeit später Annette-von-Droste-Hülshoff-Gymnasium. Das Schloss war nach dem Zweiten Weltkrieg in Teilen beschädigt, so dass der Schulbetrieb gegen dessen Ende 1945 ruhen musste. Es wurde in jahrelanger Arbeit mit erheblichem Aufwand und mit großer stilistischer Treue restauriert. Nach dem Auszug der Schulen übernahm im Jahre 2000 die Stiftung Schloss und Park Benrath die Verwaltung und Nutzung im Auftrage der Stadt Düsseldorf. Die inzwischen dort eingerichteten Museen sind heute neben Steuermitteln die finanzielle Basis zur Erhaltung des denkmalgeschützten Gesamtensembles. Die kostenlos nutzbare große Parkanlage ist ein vielbesuchter Erholungsort. Auch zu repräsentativen Zwecken wird das Schloss genutzt. Beispielsweise fanden hier Staatsempfänge des Landes Nordrhein-Westfalen für Michail Gorbatschow und Königin Elisabeth II. statt, ebenso beim Besuch Erich Honeckers in der Bundesrepublik Deutschland 1987.

## Schlossanlage

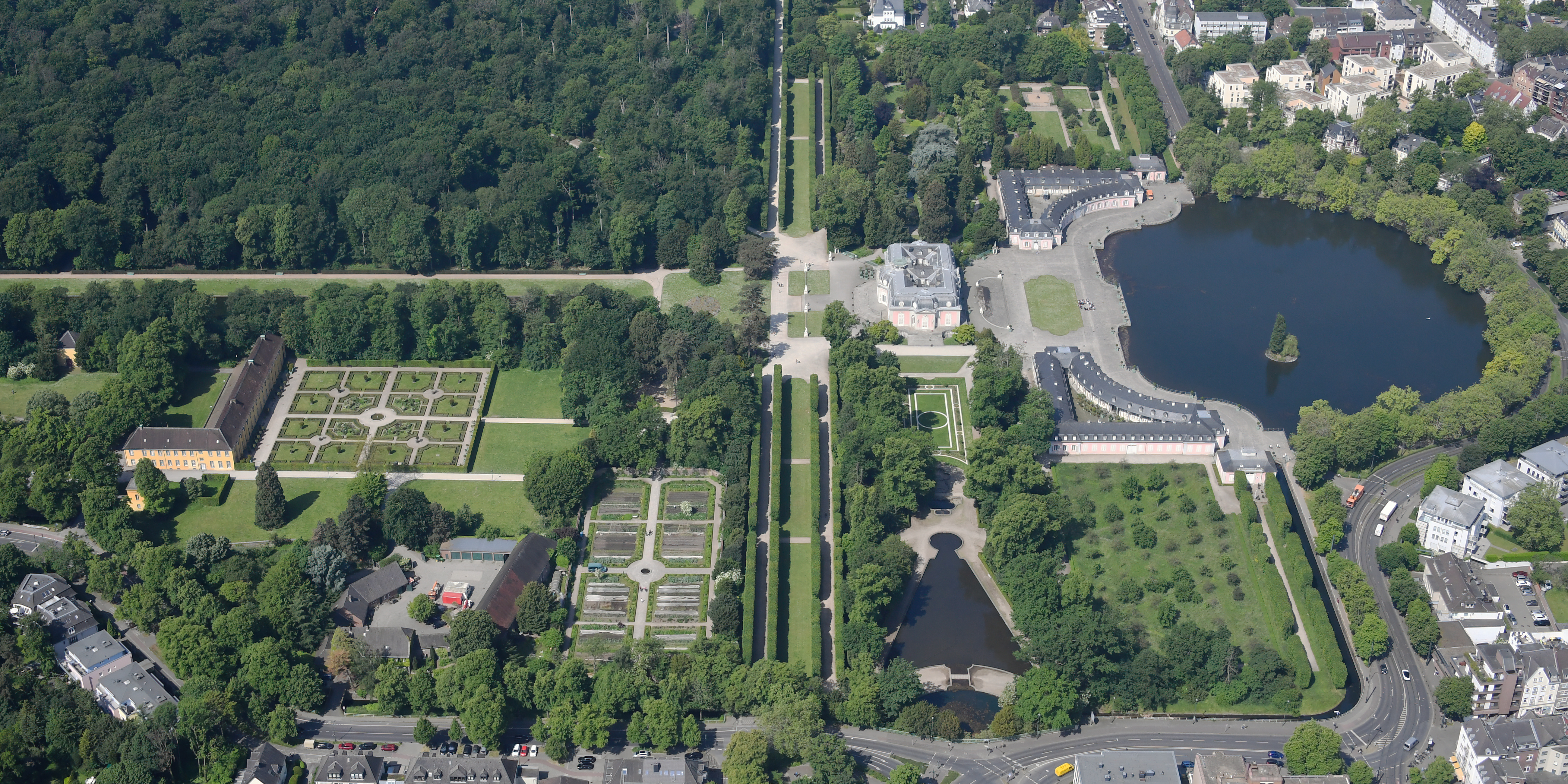
Luftbild von Osten, 2023

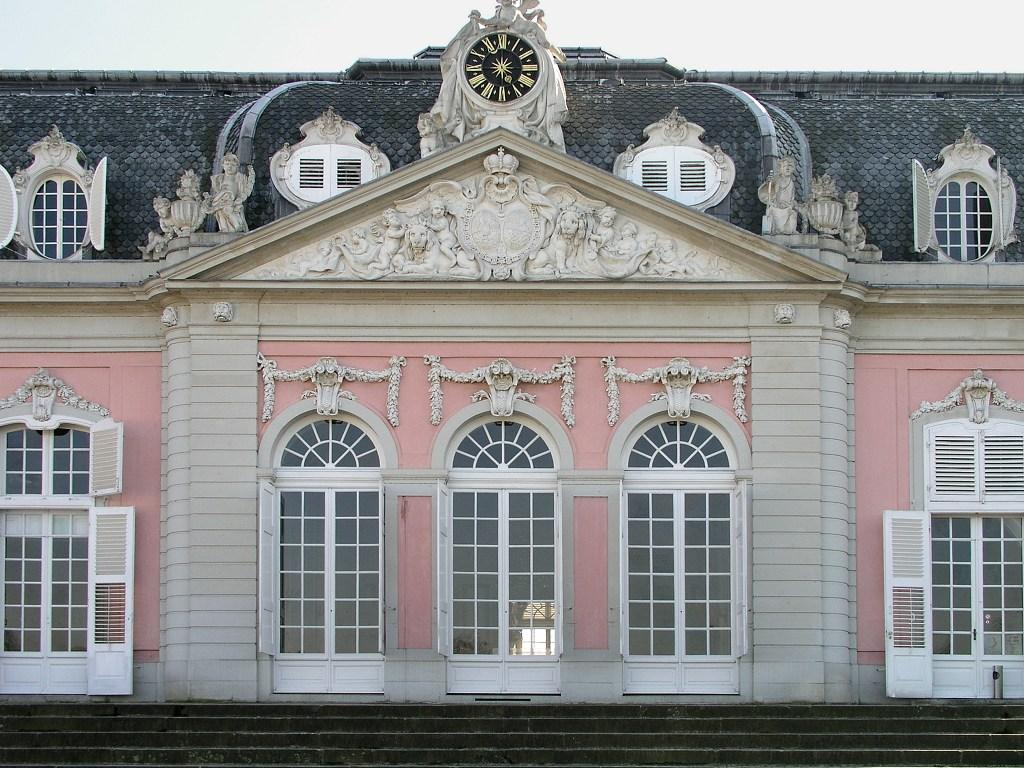
Corps de Logis, Nordportal, 2008

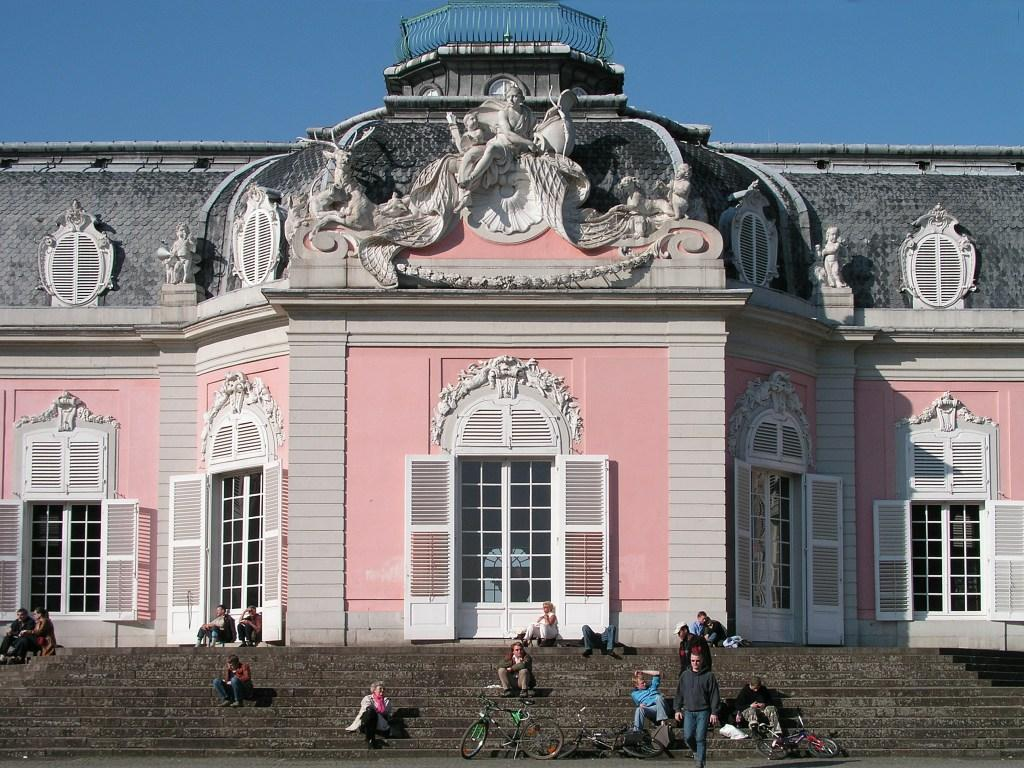
Corps de Logis, Südportal, 2008

### Außenarchitektur
Die kurfürstliche Schlossanlage besteht aus einem zurückgesetzten Hauptgebäude in der Mitte und zwei vorgesetzten Nebengebäuden an den Seiten, die zusammen eine barocke Dreiflügelanlage bilden. Davor liegt der ovale Schlossweiher. Das Hauptgebäude, das Corps de Logis, ist symmetrisch in den östlichen Bereich der Kurfürstin, der thematisch Dekorationen mit Gartenbezug aufweist, und den westlichen Bereich des Kurfürsten, der thematisch Dekorationen aus dem Bereich der Jagd zeigt, unterteilt. Thematisch orientiert an der Innendekoration liegen Obst- und Gemüsegarten im Osten und der Jagdpark im Westen. Äußerlich wirkt das Hauptgebäude zweigeschossig, was für die hohen Herrschaftsräume auch zutrifft, nicht aber für die Dienstbotenräume. Diese erstrecken sich über vier Stockwerke, da sie nur halb so hoch sind wie die Herrschaftsräume. Nimmt man den Keller und das Dachgeschoss unter dem Belvedere (Ausblick) hinzu, weist das gesamte Schloss 6 Geschosse auf. Zwei Torhäuser und zwei Flügelbauten flankieren das Corps de Logis. Die Flügelbauten beherbergen heute zwei Museen: das Museum für Europäische Gartenkunst im Ostflügel sowie das Museum für Naturkunde im Westflügel. Im Corps de Logis finden musikalische Veranstaltungen wie die Wandelkonzerte statt. Das Schloss kann nur mit Führungen besichtigt werden. Im Kellergeschoss des Schlosses befindet sich außerdem ein Lapidarium, das die Originale einiger Figuren und Statuen zeigt, die vor der Witterung im Außenbereich geschützt werden müssen. Das Ensemble von Lustschloss, Jagdpark, Weihern und Kanalsystem gilt als bedeutendes architektonisches Gesamtkunstwerk von Düsseldorf. Die gesamte Schloss- und Parkanlage wurde im Jahr 1984 von der Landeshauptstadt unter Denkmalschutz gestellt.
Das Corps de Logis beherbergt die als Wohnbereiche des Kurfürsten und der Kurfürstin vorgesehenen Räume. Dieses Geschoss ist nach französischem Vorbild als Appartement double entworfen, so dass die Privaträume von den Gesellschaftsräumen getrennt sind. Das Vestibül – die festliche Eingangshalle – und der Grand Salon oder Kuppelsaal, der vorrangig für Feste bestimmt war, bilden die Mittelachse des Gebäudes und teilen es in zwei symmetrische Wohnbereiche: Der westliche Teil des Schlosses war als Appartement des Kurfürsten bestimmt, der östliche Teil für seine Gattin Kurfürstin Elisabeth Auguste. Lediglich das Treppenhaus bildet eine Abweichung in der Symmetrie des Grundrisses. Das Vestibül hätte als großes Speisezimmer genutzt werden können, womit sich seine offizielle, gesellschaftliche Funktion bestätigt. Nach Osten und Westen von der Mittelachse mit den repräsentativen Räumen Vestibül und Grand Salon abgehend, schließen sich symmetrisch angelegte Gartensäle, die Schlafzimmer, Kabinette, Garderoben, Ordonnanzräume, Toiletten und Bäder an. Die kleineren, im Inneren gelegenen Räume erhalten Tageslicht dank zweier Lichthöfe. Von dort aus wird auch die innere Geschossstruktur sichtbar: Obwohl das Schloss von außen nur zweigeschossig wirkt, ist es tatsächlich viergeschossig (bzw. fünfgeschossig, zählt man den Keller mit). Dies wird möglich, weil Räume, die nicht-repräsentativen Charakter haben (Garderobe, Badezimmer) oder solche, die den Bediensteten zugedacht waren (Wohnräume des Kammerdieners und der Kammerzofe sowie Ordonnanzräume), nur halb so hoch ausgefallen sind wie die repräsentativen Räume. Während das Parterre für das kurfürstliche Paar reserviert war und zwei große Gesellschaftsräume bot, wurde auf der ersten Etage die kurfürstliche Dienerschaft untergebracht. In der darauf folgenden Dachetage befinden sich vier Gästeappartements.
Außerdem findet sich im schiefergedeckten Mansarddach ein weiteres, sehr niedriges Geschoss, das nur von winzigen Dachbullaugen erhellt wird und ursprünglich weitere Dienerschaft – vorrangig der Gäste – beherbergte. Im nordöstlichen Mansarddachgeschoss befindet sich, im sogenannten Uhr-Raum, einer Kammer über dem Salon eines der nordöstlichen Gästeappartements, das große schmiedeeiserne mechanische Uhrwerk der Schlossuhr. Sie ist ein Werk von Johann Jacob Möllinger und stammt aus dem Jahr 1771. Über Seilzüge werden 3 schwere Steingewichte, welche von Hand aufgekurbelt werden müssen, durch einen Schacht geführt und versorgen das Uhrwerk mit der nötigen Antriebskraft für mehrere Tage. Das Uhrwerk besitzt Viertel- und Stundenschlag auf zwei kunstvoll verzierten Bronzeglocken, welche oberhalb des Zifferblattes hinter den Putten auszumachen sind. Die beiden Schlagglocken stammen ebenfalls aus dem Jahr 1771. Das Uhrwerk wurde nach jahrzehntelangem Stillstand im Frühjahr 2017 restauriert. Die Gliederung des Parterregeschosses spiegelt sich auch in der Zweiteilung des Parks wider: Die aus Vestibül und Kuppelsaal bestehende Mittelachse wird in Form des südlich gelegenen Spiegelweihers fortgeführt, an den sich verschiedene Gartenbereiche anschließen. Auf der Seite des Kurfürsten (Westen) befindet sich der schon im 17. Jahrhundert angelegte Jagdpark, der nach dem damaligen Verständnis einer dezidiert männlichen Tätigkeit, der Jagd, gewidmet war. Auf der Seite der Kurfürstin (Osten) befinden sich noch heute Obst-, Gemüse- und Kräutergärten, also die fruchtbaren und ertragbringenden Teile des Gartens.

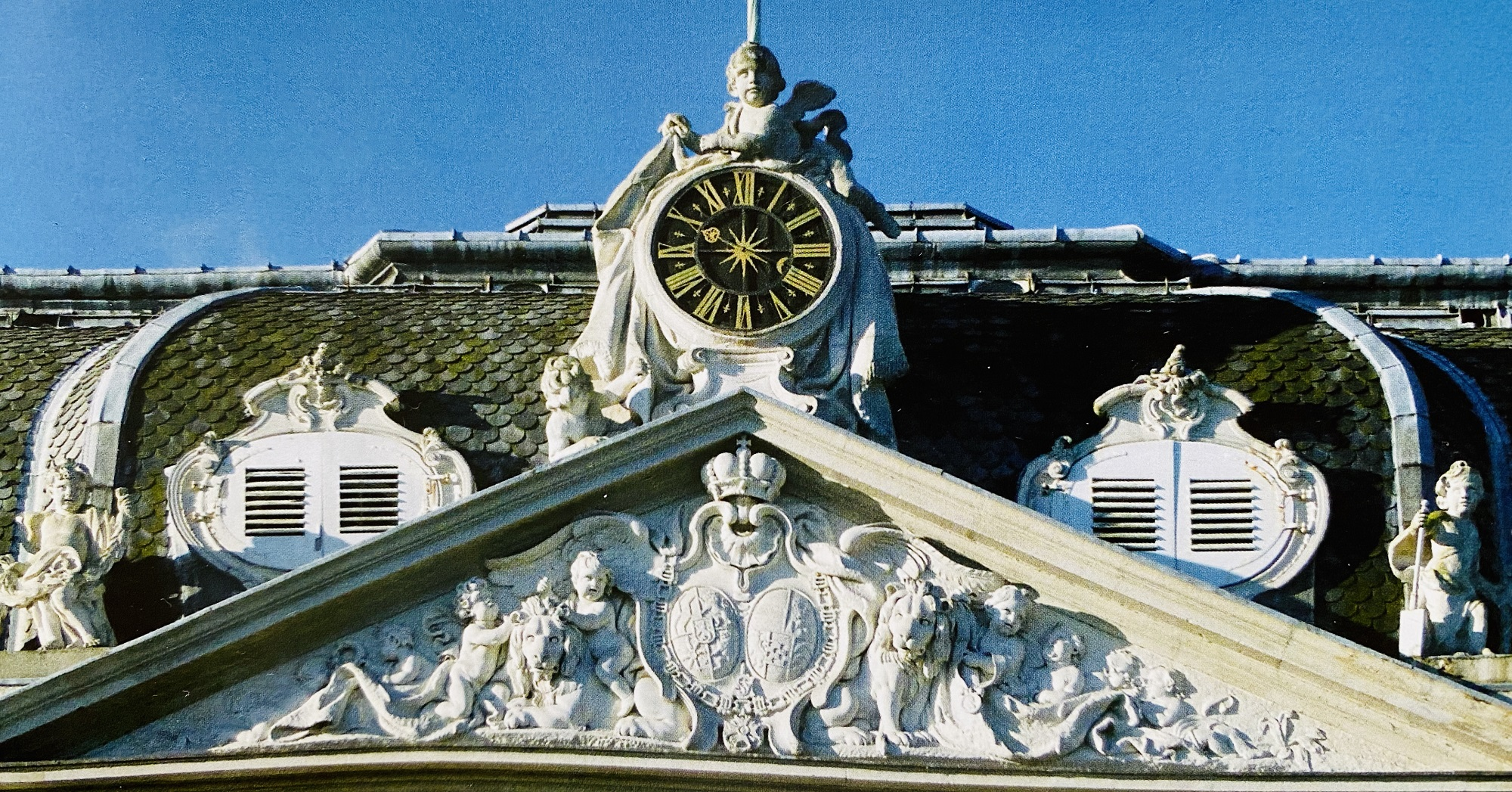
Giebel von wappen Karl (Pfalz-Zweibrücken)
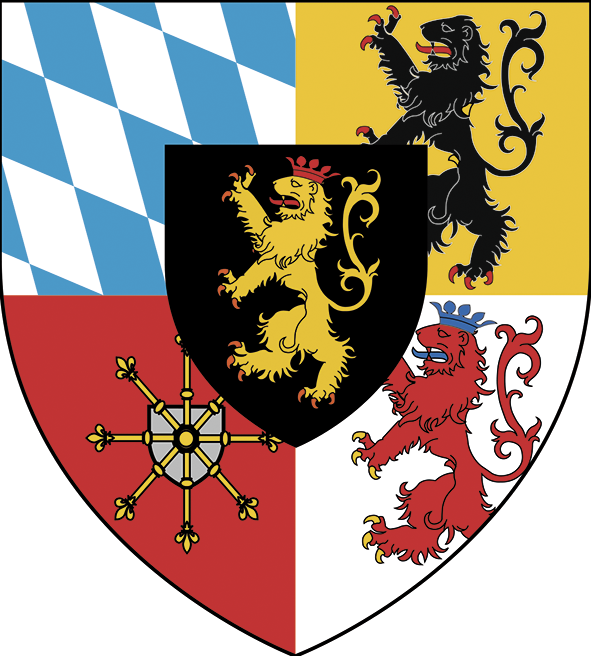
Wappen von Karl (Pfalz-Zweibrücken)
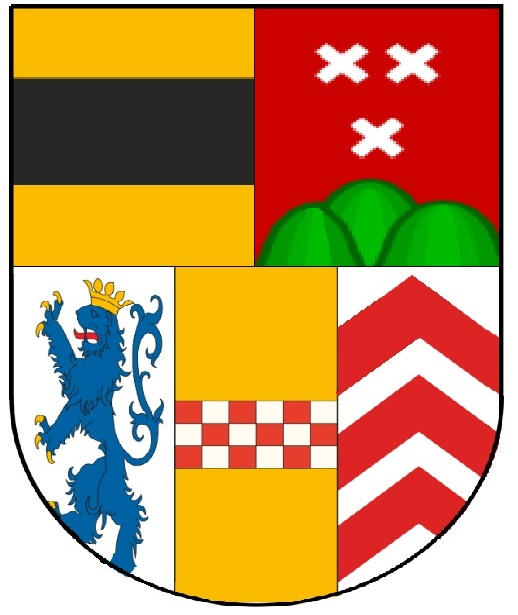
Wappen von Karl

### Innenarchitektur
Die innere Struktur des Schlosses ist effektvoll und auf eine reiche Hofhaltung eingestellt. In den dicken Innenmauern verläuft ein ausgeklügeltes Gangsystem für die Dienstboten mit eigenen Treppenhäusern, so dass der Fürst mit seinen Gästen möglichst wenig durch das Personal gestört wurde. Das Obergeschoss hat ovale stehende Fenster, aus denen sich angenehme Ausblicke in die künstlich geordnete Landschaft ergeben. Die Seitenteile des Hauptbaues sind in einen männlichen und einen weiblichen Teil aufgegliedert. Die Badezimmer gehen auf den kleinen Innenhof des Schlosses und können von den offiziellen Räumen aus nicht eingesehen werden. Beide Zimmer sind üppig mit Stuckdekorationen ausgestattet. Das des Kurfürsten ist mit Eichenblättern als Hinweis auf männliche Kraft dekoriert. Zur Badezeremonie selber musste eine Wanne durch die Türen transportiert werden. Aus den Seitenfenstern des Hauptbaues eröffnen sich Blicke auf kleinere Gartenanlagen, die ebenfalls auf das Schloss hin angelegt wurden. Im Osten lagen die Privaträume des Kurfürsten, im Westen die der Kurfürstin Elisabeth Auguste. Die Fürstin blickte ursprünglich ebenfalls auf einen französischen Garten, der aber später zu einem wilderen englischen Garten umgestaltet wurde. Die Außenarchitektur des Schlosses mit Hauptgebäude und Kavaliersflügeln ist im repräsentativen Barock-Stil gehalten, wobei die Flügel auf der Empfangsseite die Hälfte des kreisförmigen Schlossweihers umfassen. Ebenso wie der langgestreckte rechteckige Spiegelweiher auf der Gartenseite wurde er zur Spiegelung der Fassaden im Wasser angelegt. Die gesamte Wasserarchitektur wird von der Itter gespeist.
Die Dekoration und Ausstattung des Corps de Logis (Hauptschloss) signalisiert den kurfürstlichen Rang des Bauherrn, nämlich mit dem Wappengiebel über dem Hauptportal und den hier angebrachten Insignien wie Allianzwappen und Kurhut. Sämtliche bauplastischen Außenelemente sind von Peter Anton von Verschaffelt entworfen und umgesetzt worden. Es existieren aber auch Alternativentwürfe des Architekten Nicolas de Pigage. Mit der Dekoration des gesamten Gebäudes wird dessen Bestimmung als Rückzugsort verbildlicht, der von kunstvoll gestalteten Gärten des Parks umgeben ist, an dem man ländliche Feste ausrichtete, dem Vergnügen der Jagd nachging und Muße für die Pflege privater Interessen fand. Die Dekorationen des Schlosses greifen demzufolge hauptsächlich Motive aus der Natur als Thema auf. So finden sich etwa im Vestibül die Darstellungen der vier Elemente (Erde, Feuer, Wasser, Luft) und der vier Jahreszeiten in den Supraporten. In vielen Räumen befinden sich neben Blumen, Früchtegirlanden und Blätterranken auch allegorische Darstellungen der Jagd, der Morgenröte oder der schönen Künste, Putten mit Geräten des Gartenbaus und der Landwirtschaft sind in die Stuckdekorationen gesetzt – alle gezeigten Betätigungen stehen in enger Beziehung zur Natur und Landwirtschaft. Auch bukolische Szenen als Ausdruck einer Sehnsucht nach einem zwanglosen Leben in der Natur werden häufig thematisiert. Das Benrather Schloss ist vom Gesamteindruck ein Schloss im Stil des späten französischen Rokoko am Übergang zum Louis Seize (Style Transition). Haupträume wie Vestibül und Saal zeigen konsequenter klassizistische Formen (Goût grec), in den Gartensälen sind im Appartement der Kurfürstin noch Rocaille-Dekore zu finden. Stilistisch bekundet der ganze Bau eine sehr modische, aber dennoch bewusste Abkehr von überkommenen Barock- und Rokokoformen, wie sie zur Entstehungszeit noch im ganzen Heiligen Römischen Reich (vor allem in Preußen und Österreich) beibehalten wurden.
Da das Schloss im Krieg nur geringfügig beschädigt wurde (allein das Kabinett der Kurfürstin war betroffen), sind die Holzparkettböden hervorragend erhalten, ebenso die Malereien und die Stuckdekoration. Einige Gemälde der Deckenmalereien stammen vom Galeriedirektor Lambert Krahe. Die Dekoration wurde von italienischen Stuckateuren unter der Leitung des Meisters Albuzio nach Entwürfen des Bildhauers Peter Anton von Verschaffelt geschaffen. Die Wandbespannungen aus broschierter Seide sind teilweise erneuert, ebenso die meisten Sesselbespannungen. Allerdings bediente man sich hierbei alter Vorlagen, und im Obergeschoss ist es sogar gelungen, die originalen Muster wiederherzustellen. Teile des ursprünglichen Mobiliars aus dem 18. Jahrhundert, dessen Umfang wegen summarischer, sehr allgemein gehaltener Dokumentation nur schwer rekonstruierbar ist, wurden bereits zu Beginn des 19. Jahrhunderts aus dem Schloss entfernt. Die übrigen Stücke wurden mit dem Mobiliar des 19. Jahrhunderts bei einer Versteigerung zu Beginn des 20. Jahrhunderts verkauft, als die preußische Verwaltung beschlossen hatte, die Gebäude aufzugeben. Nach dem Zweiten Weltkrieg wurden der Zeit und dem Ort entsprechend authentische Möbel – meist französischer Herkunft – im Kunsthandel erworben, um die Ausstattung des 18. Jahrhunderts zu rekonstruieren.

## Parkanlage

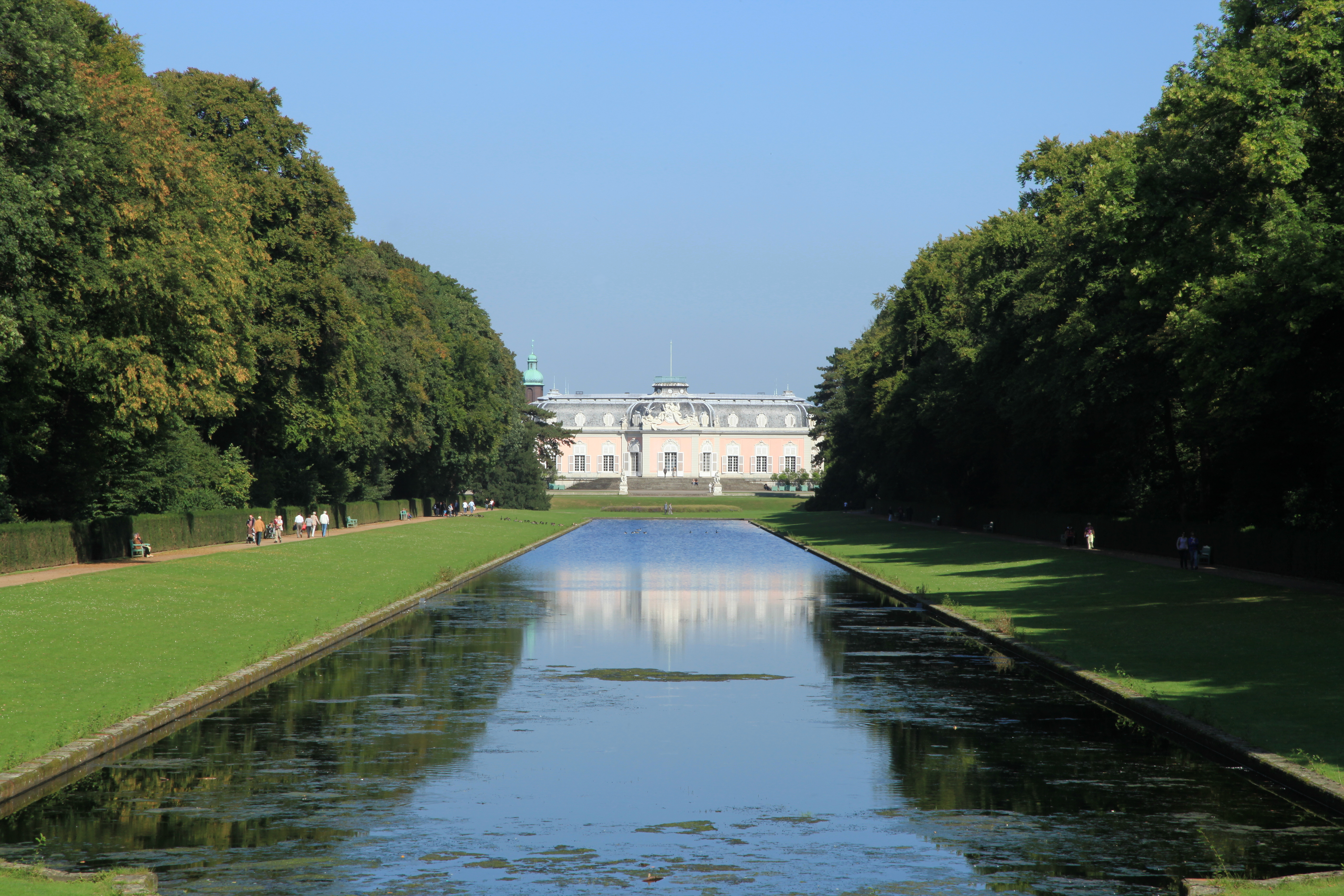
Spiegelweiher und Corps de Logis, 2012

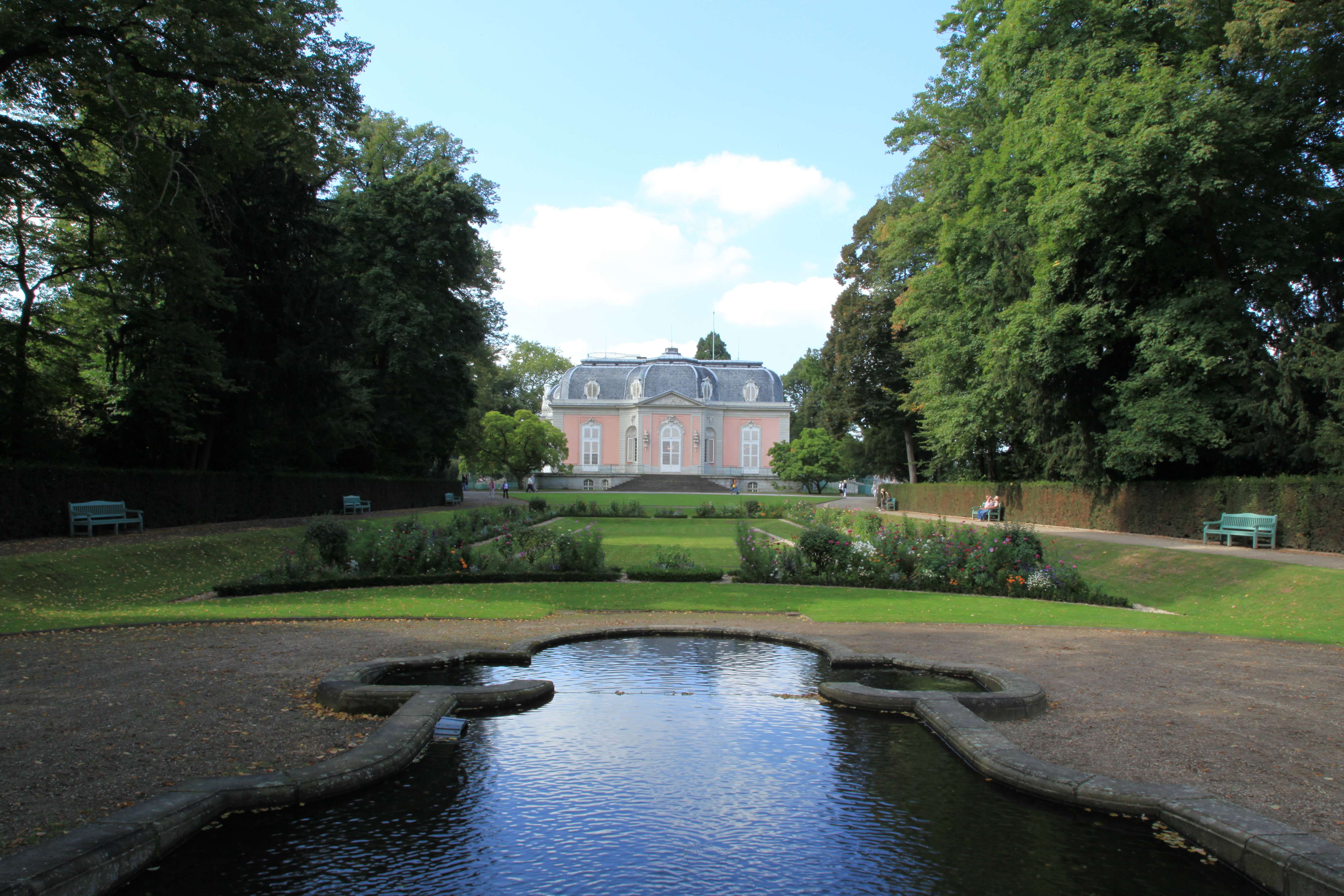
Französischer Garten und Corps de Logis, 2012

Auf der Südseite des Schlosses erstreckt sich der weitläufige Schlosspark (61,2 Hektar). Dieser besteht aus mehreren, zu verschiedenen Zeiten entstandenen Gartenbereichen. Der älteste Teil des Parks reicht bis in das 17. Jahrhundert zurück, die Bauzeit des alten Schlosses. Der 470 Meter lange Spiegelweiher bildet die Hauptachse und entspricht der im Gebäude liegenden Mittelachse mit Vestibül und Kuppelsaal. Der Weiher wird von Rasenstreifen und hohen Bäumen gesäumt. Östlich des Weihers gelangt man zur Orangerie; die zusammen mit dem Torgebäude an der Urdenbacher Allee die letzten Relikte des ursprünglichen Jagdschlosses Benrath sind. Westlich des Spiegelweihers erstreckt sich ein ausgedehnter Jagdpark, der bis zum Rhein führt. 1992 wurde dieses 44,26 ha große Areal zum Naturschutzgebiet erklärt (Naturschutzgebiet Schlosspark Benrath). Über das gesamte Parkareal verläuft ein Kanalsystem, das verschiedene Gewässer im Park versorgt. Der Jagdpark wird von einem sternförmigen Wegenetz durchzogen, das an einem zentralen Punkt (Jagdstern) zusammenläuft. Zu beiden Seiten des Hauptgebäudes befinden sich die Privatgärten: im Osten ein achsensymmetrischer Französischer Barockgarten, im Westen eine englische Partie, die zu Beginn des 19. Jahrhunderts angelegt wurde. Ursprünglich befand sich hier ebenfalls ein Garten nach französischem Vorbild mit einem rechteckigen Wasserbecken im Zentrum.
Der Schlosspark Benrath ist damit sowohl künstlerisch von hoher Qualität als auch kultur- und naturgeschichtlich von großer Bedeutung für die Geschichte der Gartenkunst. Seine besondere Bedeutung erwächst dem Benrather Schlosspark aus seiner doppelten Schutzbedürftigkeit als Denkmal und Naturschutzgebiet. Diese Kombination sowie seine Funktion als großstädtisches Erholungsgebiet sind weithin einmalig. Die Komposition des historischen Gartens, seine Neugestaltung und die denkmalgerechte Rekonstruktion sind untrennbar mit der Architektur der Maison de plaisance verbunden und bilden ein Gesamtkunstwerk. In einer übergreifenden Gestaltungsidee miteinander vereint, zeugen der Park und seine Gärten von der bedeutsamen Kultur- und Naturgeschichte der Region. Im Park leben mehr als 80 Vogelarten und mehr als 300 Käferarten. Seltene nordamerikanische Gehölze prägen insbesondere den sogenannten Kurfürstengarten, den herausragende Gartenkünstler wie Maximilian Friedrich Weyhe und Peter Joseph Lenné im 19. Jahrhundert anlegten.
Der östlich des Hauptgebäudes gelegene Französische Garten war der Kurfürstin Elisabeth Auguste als Privatareal vorbehalten. Zwischen 1989 und 1993 wurde die Anlage restauriert. Die Bezeichnung des Gartens stammt von der französischen Gartenkunst des Barocks ab, die strengen geometrischen Grundsätzen folgt. Im Osten befindet sich eine Kaskade aus mehreren Wasserbecken. Die Wasserspiele mit sechs kleinen Springbrunnen wurden 1955/56 installiert. Im Westen schließt sich ein tiefergelegenes Blumenparterre an, welches im Frühjahr und Sommer nach einem Parkpflegewerk im barocken Muster bepflanzt wird. Der Privatgarten von Kurfürst Carl Theodor westlich des Schlosses wurde von den Vettern Maximilian Friedrich Weyhe und Peter Joseph Lenné umgestaltet. Ein aus dem Jahr 1807 erhaltener Gartenplan dazu wird im nordrhein-westfälischen Hauptstaatsarchiv in Düsseldorf aufbewahrt. Der östliche Teil bewahrte noch bis etwa 1840 Pigages Anlage mit einem rechteckigen, tiefer gelegenen Wasserbecken. Dieser Teil wurde später durch Lenné in einen Teich mit geschwungener Form und natürlich erscheinender Uferbepflanzung umgewandelt. Eine kleine Brücke führt über den Teich. Ende des 19. Jahrhunderts wurden in der Englische Partie, in der Nähe des Hauptgebäudes exotische Bäume und Stauden gepflanzt, wie beispielsweise Ginko und Mammutbäume. Koniferen und Rhododendren gewährleisten mit immergrünem Laub auch in den Herbst- und Wintermonaten die Schönheit des Gartens. Im Jahr 2002 war der Schlosspark Benrath Teil der EUROGA 2002plus und wurde aus diesem Anlass umfassend restauriert. Zwei Jahre später wurde er als herausragendes Beispiel in die Straße der Gartenkunst an Rhein und Maas aufgenommen. Im Sommer finden abends Konzerte im Park statt. Dieses Ereignis gibt Anlass für Ausflüge und zum Abendpicknick. Dazu werden oft Tische mit Kerzenleuchtern und Champagnerflaschen aufgereiht. Eine musikalische Tradition sind auch die Wandelkonzerte im Schloss (Corps de Logis). Im Winter 2021/2022 gab es die Lichterschau Lumagica mit 60 Lichtobjekten und etwa 300.000 LED auf einer 1,5 Kilometer langen Route.

## Museen

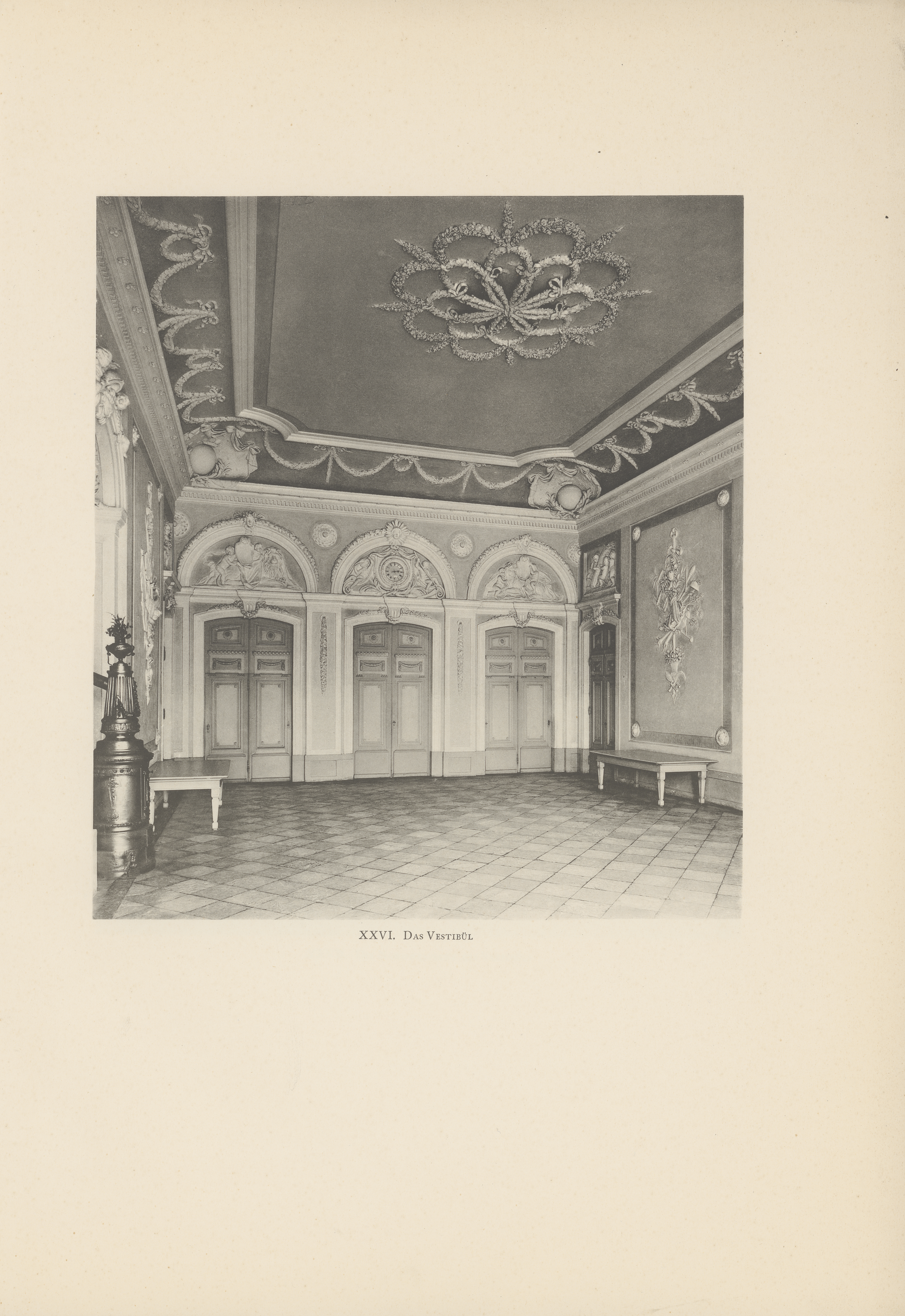
Vestibül im Corps de Logis

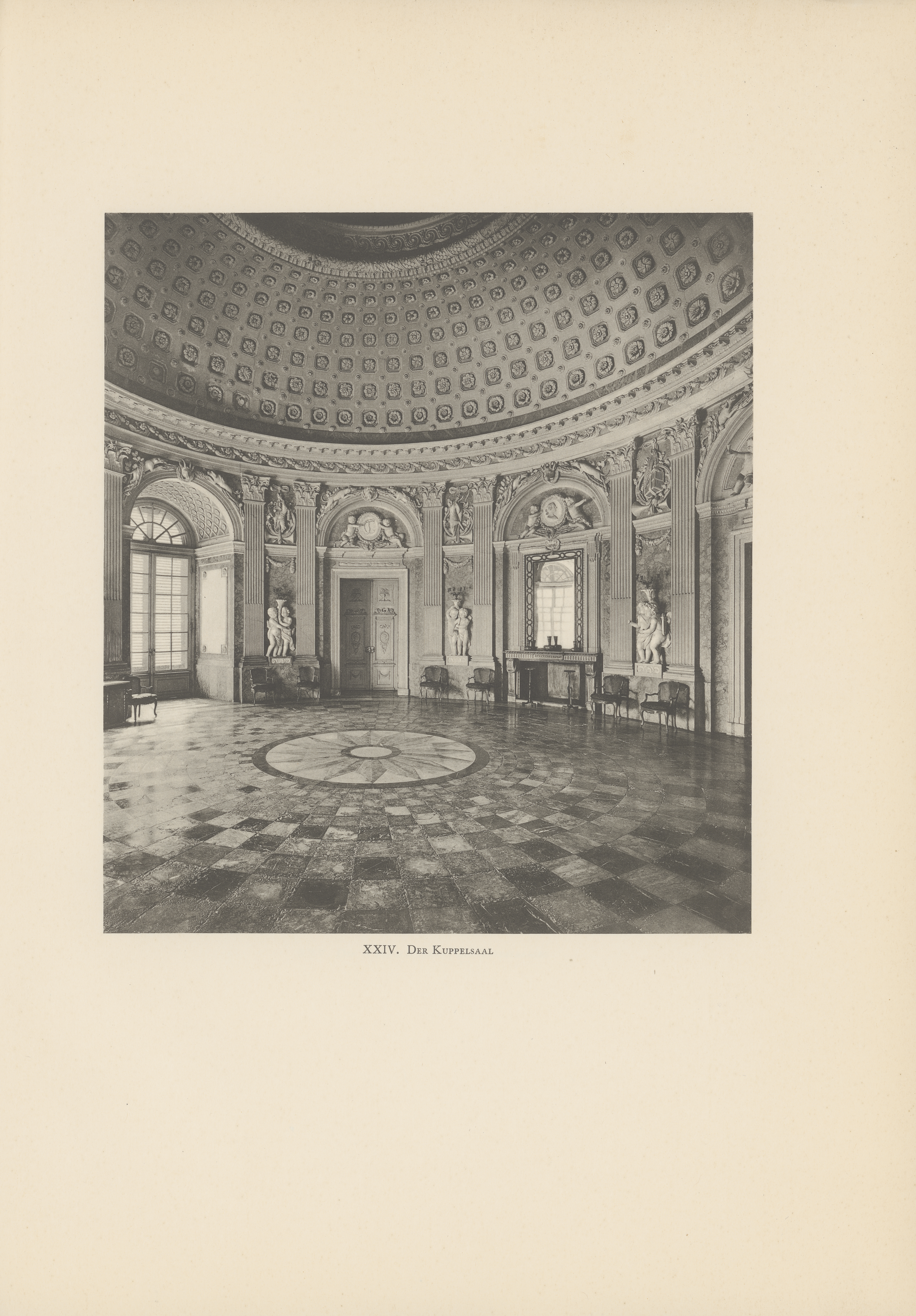
Kuppelsaal im Corps de Logis

### Museum Corps de Logis
Im März 2000 wurde die „Stiftung Schloss und Park Benrath“, eine Stiftung privaten Rechts mit Sitz in der Landeshauptstadt Düsseldorf, gegründet. Zu den Gründungsstiftern gehören neben der Landeshauptstadt Düsseldorf die Henkel AG, der Mäzen Udo van Meeteren, die Stadtsparkasse Düsseldorf sowie der Verein „Rettet Torhaus und Ostflügel von Schloss Benrath e. V.“ (heute „Vereinigung Freunde Schloss und Park Benrath e. V.“). Zustifter sind bisher das Land Nordrhein-Westfalen, die Siemens AG sowie der Landschaftsverband Rheinland. Oberstes Ziel der Stiftung ist es, Schloss und Park als Gesamtkunstwerk zu erhalten, in denkmalgerechter Weise zu nutzen sowie der Öffentlichkeit zugänglich zu machen und als kulturellen Anziehungspunkt herauszustellen. Alle drei Ziele werden durch den Betrieb und die Bespielung der Gebäude mit den drei Museen sowie des Parks verwirklicht, deren Vielfalt den Besuchern ein breites Spektrum an Ausstellungen, Sammlungen, Vorträgen, Führungen, Seminaren und Veranstaltungen bietet. Das Museum Corps de Logis befindet sich im Hauptgebäude des Schlosses und ist der wichtigste Bestandteil der Stiftung. Neben den historischen Prunkräumen umfasst es eine umfangreiche Sammlung an Objekten mit unmittelbarem Bezug zum Schloss. Dazu gehören die Möbelsammlung, die Uhrensammlung, die Textiltapetensammlung, die Gemäldesammlung, die Sammlung Frankenthaler Porzellan und die Grafische Sammlung.
Frankenthaler Porzellane, die im 18. Jahrhundert begehrte Preziosen darstellten, gewähren als Spiegel höfischen Lebens Einblick in aktuelle Moden und Tendenzen der Zeit. 2006 wurde im Untergeschoss des Corps de Logis ein umfangreiches Porzellankabinett eingerichtet, welches das vielfältige Themenspektrum dokumentiert. Allegorien, Inhalte der antiken Mythologie, Galante Szenen, Schäferidyllen, jagdliche Motive und Chinoiserien werden anhand ausgewählter Beispiele vorgestellt. Regelmäßig bieten thematische Sonderführungen die Gelegenheit, die Ausstellung in fachkundiger Begleitung zu sehen. Eine weitere Auswahl an Geschirren der Frankenthaler Manufaktur kann im Obergeschoss besichtigt werden. Die Sammlung von Uhren – meist französischer Provenienz – bereichert die barocke Raumdekoration. Neben den für die Zeit üblichen Tisch- und Kaminuhren sind auch zwei große Carteluhren erhalten, von der eine aus persönlichem Besitz von Kurfürstin Elisabeth Auguste von Pfalz-Sulzbach stammt und mit ihrem Monogramm verziert ist. Ebenso ist eine Tischuhr mit Flöten- und Hammerklavierwerk vorhanden, welche stündlich wahlweise jeweils 7 unterschiedliche Melodien erklingen lassen kann. Zwei sogenannte Supraportenuhren sind in den Türstürzen zum Kuppelsaal bzw. Vestibül vorhanden. Die Versorgung dieser Uhrwerke erfolgt versteckt durch einen versteckten Dienstbotengang, welcher – über den Türsturz geführt – den östlichen mit dem westlichen Schlossflügel verbindet. Weiteres Prunkstück der Sammlung ist eine große sogenannte „Pendule au char“ des berühmten französischen Bronziers Pierre-Philippe Thomire, welche den Jagdzug der Diana allegorisch darstellt.

### Museum für Gartenkunst
Am 19. April 2002 wurde anlässlich der EUROGA 2002plus im Ostflügel des Benrather Schlosses das Museum für Gartenkunst eröffnet. Es wurde auf der Grundlage des Konzeptes der späteren Gründungsdirektorin Gabriele Uerscheln errichtet. Das Museum ist thematisch einzigartig, denn es widmet sich der europäischen Gartenkunst in all ihren Facetten. Neben einem Überblick über die rund 2500-jährige Geschichte europäischer Gartenkunst werden verschiedene gartenkünstlerische Aspekte thematisiert: Blumenmoden, Skulpturen im Park, Gartenpläne, Gehölzschnittkunst, der Garten als Apotheke oder die Jagd nach seltenen Pflanzen. Schloss Benrath mit seinen umfangreichen Gartenanlagen wird ebenso vorgestellt wie Düsseldorf als Gartenstadt mit einem beispielhaften Ausblick in aktuelle gartenkünstlerische Gestaltungstendenzen. Gemälde, Skulpturen, Porzellane, Graphiken, Geräte und bibliophile Bücher verbinden sich auf einer Ausstellungsfläche von rund 2000 m² in 41 Räumen mit Medien wie Modellen, Filmen und Hörstationen zu einer Präsentation der künstlerischen Gestaltung von alten und neuen Gartenanlagen und bieten damit zugleich einen Einblick in die Kulturgeschichte der Gärten von der Antike bis zur Gegenwart. Dank der Lage zwischen einzelnen Gartenpartien und Schlossweiher sowie des in großen Teilen rekonstruierten Raumprogramms mit zahlreichen historischen Bauelementen wie Kaminen, Befeuerungsanlagen, Türen und Wandvertäfelungen bietet der ehemalige Gäste-, Diener- und Wirtschaftsflügel einen Rahmen für eine Reise durch die Jahrhunderte europäischer Gartenkunst- und Benrather Schlossgeschichte. Die Stimmung des Innenhofes mit seinem ungewöhnlichen Grundriss, seinen langen offenen, von hohen hölzernen Pfeilern gestützten Arkaden und der Sammlung historischer Zitrusbäume, welche auf die dreihundertjährige Benrather Orangerietradition verweist, lädt vor allem während der Sommermonate zum Verweilen ein.

### Naturkundemuseum
Seit 1929 ist das heutige Naturkundemuseum im Westflügel des Schlosses beheimatet. Es widmet sich der Naturgeschichte der Niederrheinischen Bucht und des Niederbergischen Landes. Eine Besonderheit stellt die Sammlung von Tierplastiken Josef Pallenbergs dar. Auf einer Ausstellungsfläche von rund 800 m² werden Themen wie die Veränderungen des Rheinlaufes über die Jahrhunderte, Rheinfischerei, Moor und Heide, Fauna und Flora der Region, die Gehölze im Schlosspark Benrath oder das bei Düsseldorf gelegene Neandertal dargestellt. Ein Bienenvolk im Beobachtungsstock und die Benrather Vogeluhr mit dem Morgengesang der Brutvögel des Schlossparks zur simulierten Morgendämmerung machen mit Tieren der Region bekannt. In der Dauerausstellung „Flüsse und ihre Auen unter besonderer Berücksichtigung des Rheins“ wird die Vielfalt des an Tier- und Pflanzenarten reichsten Lebensraumes Mitteleuropas vorgestellt. Die Ausstellungseinheit informiert über Flussdynamik, Flussmorphologie, Hochwasserproblematik, Deichrückverlegung und damit über Renaturierung von Auenlandschaften. In der regionalen Ausstellungseinheit entdeckt der Besucher vom Rheinstrom bergauf die vom Fluss geformte Terrassenlandschaft, wird mit der Tier- und Pflanzenwelt vertraut gemacht und über ökologische Zusammenhänge, die Entstehung der Lebensräume und deren Veränderungen informiert. Mit seinen regionalen Ausstellungsaspekten vervollständigt das Naturkundemuseum, neben den kunst- und kulturhistorischen Inhalten der Museen für Europäische Gartenkunst und Corps de Logis, den ganzheitlichen Vermittlungsanspruch der Museen der Stiftung Schloss und Park Benrath.

## Rezeption in der Kunst
Eine entscheidende Szene aus Thomas Manns Erzählung Die Betrogene spielt im Schloss Benrath, das hier den Namen Holterhof trägt. Voran geht eine detaillierte Schilderung des Schlosses (angelehnt an Emil Barths Schilderung in Der Wandelstern, Hamburg 1939, S. 161 ff.):

„… vor der Freitreppe des in Flügelbogen leicht geschwungenen Bauwerks, dessen beträchtliche Dimensionen in Zierlichkeit aufgelöst schienen und dessen rosa Fassade freilich bröckelte, standen einige Leute, die in Erwartung der Elf-Uhr-Führung sich die Zeit damit vertrieben, die Figuren des Wappengiebels, die zeitvergessene, von einem Engel getragene Uhr darüber, die steinernen Blumengewinde über den hohen weißen Türen mit den Angaben ihrer Handbücher zu vergleichen. Unsere Freunde gesellten sich zu ihnen und sahen wie sie an der reizend geschmückten Feudalarchitektur zu den ovalen Œils-de-bœf im schieferfarbenen Dachgeschoss empor. Mythologisch leichtgeschürzte Figuren, Pan und seine Nymphen standen auf Sockeln zu Seiten der tiefreichenden Fenster, verwitternd wie die vier Sandsteinlöwen, die, grämlich von Miene, die Pranken gekreuzt, Freitreppe und Auffahrt flankierten.“

Der Schweizer Maler Caspar Wolf malte 1781 nach Gemälden von Jan van Nickelen das alte Schloss Benrath von Süden und Norden. Im „Salon Murat“ des Pariser Palais de l’Élysée, dem heutigen Kabinettsaal der französischen Regierung, hängt ein großes Wandgemälde von Schloss Benrath, das der Vorbesitzer des Palais, Großherzog Joachim I. Murat von Berg und Kleve, ca. 1806 von Antoine Charles Horace Vernet malen und dort anbringen ließ. Das Gemälde steht dort in einem Bilderzyklus. Außerdem malte Walter Ophey ein Bild vom Park am Benrather Schloss.